# Lenni Brenner
Pour les articles homonymes, voir Brenner.
Lenni Brenner (né en 1937)  est un écrivain américain marxiste, opposé à la guerre du Vietnam et antisioniste.

## Biographie
Issu du judaïsme orthodoxe, il devient athée à l'âge de 10 ans et marxiste à 15 ans. Il soutient activement les droits civiques des Afro-Américains et la légalisation des drogues douces. En 1990, avec Kwame Ture (ou Stokely Carmichael), il fonde le Comité contre le Sionisme et le Racisme. 
L'adaptation du Sionisme au temps des dictateurs fut adaptée au théâtre par Jim Allen dans Perdition, perdition et faire l'objet d'un film de Ken Loach avec Vanessa Redgrave mais fut annulée à la dernière minute en 1987 à cause du scandale.
Les thèses de Lenni Brenner sont très critiquées par la plupart des historiens, notamment par Andrew Roberts, Timothy Snyder, Rainer Schulze, Louis Harap, Roger Moorhouse, Andrew Coates.